# 감동주의보
《감동주의보》는 2022년에 개봉한 대한민국의 영화이다.

## 캐스팅
- 홍수아 : 전보영 역
- 최웅 : 최철기 역
- 기주봉 : 전재선 역
- 남포동 : 전종구 역
- 이희구 : 밥집아줌마 역
- 설지윤 : 떡집아줌마 역
- 신하랑 : 선이 역
- 놀린 조이스 : 조지아 역
- 현철호 : 박철기 역
- 김경룡 : 유춘석 역
- 김시하 : 어린보영 역
- 박연우 : 어린보영 친구 1 역
- 박유주 : 어린보영 친구 2 역
- 유동완 : 어린보영 컬링 코치 역
- 최혜인 : 혜인 역
- 이승철 : 광태 역
- 전지아 : 조지아 딸 역
- 김요한 : 씨름부 1 역
- 김인환 : 씨름부 2 역
- 조성우 : 씨름부 3 역
- 이우혁 : 씨름부 4 역
- 이인하 : 아기엄마 역
- 김지윤 : 어린이집 원장 역
- 이원장 : 부동산 이씨 역
- 이병훈 : 부동산 사내 1 / 최씨 역
- 김병호 : 부동산 사내 2 역
- 천신남 : 무당 역
- 김민호 : 마늘사장 역
- 이승채 : 마늘사장 아내 역
- 어석환 : 경매사내 역
- 한태일 : 양로원 판곤 역
- 정미혜 : 보육원 원장 역
- 성진솔 : 창하 역
- 이해숙 : 옷집주인 역
- 이소윤 : 산부인과 의사 역
- 정다운 : 산부인과 간호사 역
- 성하율 : 산부인과 아이 역
- 김건아 : 은행직원 역
- 서선택 : 컬링대회 진행자 역
- 정주연 : 컬링장 기자 역
- 소하을 : 컬링장 아기 역
- 나대한 : 서울팀 코치 역
- 아인 : 서울팀 주장 역
- 유인영 : 서울팀 1 역
- 서지우 : 서울팀 2 역
- 오지현 : 서울팀 3 역
- 어석환 : 경매 사내 역
- 이동규 : 뉴스 앵커 역
- 허연수 : 치어리더 1 역
- 은유리 : 치어리더 2 역
- 최재원 : 스고이남 역
- 김보연 : 광태어머니 역 (특별출연)
- 지대한 : 택시기사 역 (특별출연)
- 김도현 : 마늘시장 인부 역 (특별출연)
- 김경애 : 양로원 월자 역 (특별출연)